# Nicolas Cleppe
Nicolas Cleppe (Tielt, 12 december 1995) is een Belgisch voormalig veldrijder en wielrenner.

## Carrière
Anno 2018 kwam hij uit voor Telenet-Fidea. In 2020 kondigde hij zijn afscheid aan. Zijn belangrijkste presatie was de eindwinst in het bergklassement van de Ronde van Wallonië in 2018.

## Erelijst

### Veldrijden
| Categorie    | Seizoen   | Wereldbeker | Superprestige | DVV Verzekeringen Trofee | WK     | EK     | BK     | Overige       | Totaal aantal zeges |
| ------------ | --------- | ----------- | ------------- | ------------------------ | ------ | ------ | ------ | ------------- | ------------------- |
| Nieuwelingen | 2009-2010 |             |               |                          | NVT    | NVT    | 6e BK  |               | 0                   |
| Nieuwelingen | 2010-2011 |             |               |                          | NVT    | NVT    | BK     |               | 0                   |
| Nieuwelingen | Totaal    | 0           | 0             | 0                        | 0      | 0      | 0      | 0             | 0                   |
| Junioren     | 2011-2012 |             |               |                          |        |        | 21e BK |               | 0                   |
| Junioren     | 2012-2013 |             |               |                          | 5e     | 5e     | ↑      |               | 0                   |
| Junioren     | Totaal    | 0           | 0             | 0                        | 0      | 0      | 0      | 0             | 0                   |
| Beloften     | 2013-2014 |             |               |                          |        |        | 11e BK |               | 0                   |
| Beloften     | 2014-2015 |             |               |                          |        |        | 8e BK  |               | 0                   |
| Beloften     | 2015-2016 |             |               |                          | 17e WK | 16e EK | 5e BK  |               | 0                   |
| Beloften     | 2016-2017 |             |               |                          | 5e WK  | 13e EK | BK     | Francorchamps | 1                   |
| Beloften     | Totaal    | 0           | 0             | 0                        | 0      | 0      | 0      | 0             | 1                   |
| Elite        | 2017-2018 |             |               |                          |        |        |        |               | 0                   |
| Elite        | 2018-2019 |             |               |                          |        |        |        | lowa city     | 1                   |

### Wegwielrennen
2018
Bergklassement Ronde van Wallonië
Aernouts · Th. Aerts · To. Aerts · Bekaert · Cleppe · Goeman · van der Haar · Hermans · van Kessel · Soete